# Nova Maringá
Nova Maringá är en kommun i Brasilien.   Den ligger i delstaten Mato Grosso, i den centrala delen av landet, 1 000 km väster om huvudstaden Brasília. Antalet invånare är 6 590.
I omgivningarna runt Nova Maringá växer i huvudsak städsegrön lövskog. Trakten runt Nova Maringá är nära nog obefolkad, med mindre än två invånare per kvadratkilometer.